# Shafrir
Il Rafael Shafrir è stato un missile a corto raggio aria-aria, con guida all'infrarosso, costruito per essere compatibile con l'arma standard della categoria il Sidewinder.
Il missile venne sviluppato dagli israeliani a partire dal 1959 con la prima versione, denominata MK.I e venne testato a partire dal 1963 sui Mirage, ma non diede i risultati sperati. All'epoca gli israeliani erano dipendenti essenzialmente dagli aiuti militari francesi, che non avevano armi simili di propria produzione né il permesso di esportare i missili Sidewinder che possedevano, quindi non c'erano alternative allo sviluppo di un proprio progetto che possibilmente superasse i non pochi limiti del Sidewinder.
Nella guerra del 1967 Israele ottenne la distruzione al suolo di centinaia di aerei arabi, ma in aria i piloti israeliani dovettero cavarsela solo con i cannoni, specie quelli da 30 mm, e fu davvero una mossa militarmente azzeccata optare quindi per la distruzione delle aviazioni nemiche al suolo. In quel tempo, l'unico missile che l'aeronautica militare israeliana aveva era il Matra R.530, che non ottenne certo un successo incondizionato. Ma nel frattempo attorno al 1965 gli israeliani avevano intrapreso, per contrastare gli Atoll arabi, lo sviluppo di un nuovo missile aria-aria, si trattava di una successiva versione dello Shafrir, denominata MK.II, un'arma di calibro maggiore del Sidewinder, e teoricamente più efficace che entrata in servizio nel 1969 venne utilizzata nella guerra del Kippur del 1973 nel corso della quale questi missili abbatterono 89 aerei nemici
Come misura stop-gap era addirittura accaduto che nel periodo 1967-1968 gli israeliani riutilizzassero missili Atoll catturati in basi aeree egiziane nel Sinai, ottenendo qualche successo nelle continue battaglie aeree con i vicini arabi (dopotutto, anche l'Atoll è Sidewinder-compatibile). Nel frattempo gli USA avevano cambiato la loro politica nei confronti di Israele fornendo armi di ogni genere, tra cui i Sidewinder.
Lo Shafrir era fondamentalmente simile al Sidewinder ma aveva un maggior diametro per meglio sistemare le componenti interne (il sensore di ricerca nel muso, la testata quasi al centro, il motore nella parte posteriore) e una maggiore compattezza e venne presto inviato alle unità operative ed usato con i Mirage ed altri aerei. Esso venne impiegato soprattutto nel 1973, durante la guerra del Kippur, ma i risultati che ottenne, nonostante gli sforzi per realizzarlo, non furono del tutto soddisfacenti, malgrado gli siano stati attribuiti Pk del 65-70%. Presto iniziò lo sviluppo di nuovi missili, derivati dagli Shafrir ma molto più pesanti e potenti: i Rafael Python, conosciuti, nel loro modello iniziale, come Shafrir Mk.3.

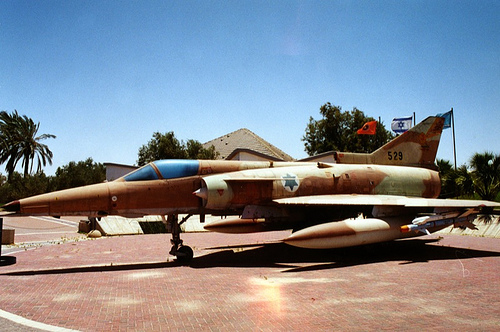
Caccia israeliano Kfir con missili Python 3